# 카스텔라

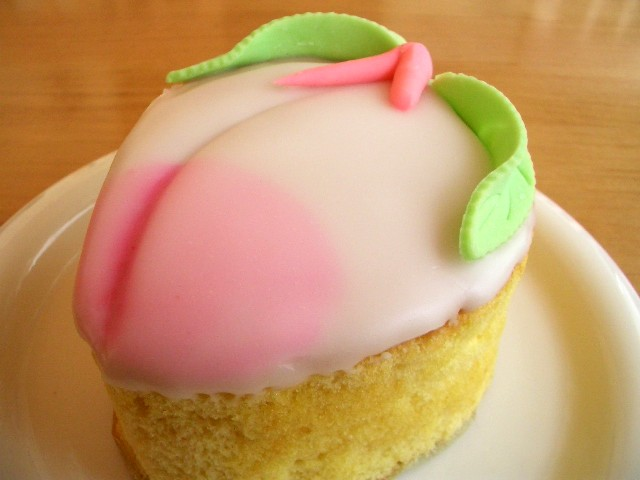
복숭아 카스텔라

카스텔라(castella) 또는 카스테라(일본어: カステラ)는 스펀지 케이크의 일종이다.
포르투갈 컵케이크의 한 종류인 마데이라 케이크와 닮은 모습을 하고 있다. 하지만 카스텔라와 가장 가까운 친척뻘 되는 과자는 포르투갈어로 스펀지 케이크를 뜻하는 "팡 드 로"(pão-de-ló)로 추측된다.

## 이름
카스텔라라는 명칭은 '카스티야의 빵'이란 뜻인 포르투갈어 팡 드 카스텔라(포르투갈어: pão de Castela)에서 유래했다. 카스티야는 현재 스페인에 위치한 지방인데, 유럽 여기저기에 '스페인의 빵'이라는 이름을 한 스펀지 케이크가 있다. 포르투갈의 팡 데 에스파냐(Pão de Espanha), 프랑스의 팽 데스파뉴(Pain d'Espagne), 이탈리아의 판 디 스파냐(Pan di Spagna), 그리스의 판테스파니(Pantespani)라는 이름은 모두 스페인의 빵이라는 뜻이다.

## 역사

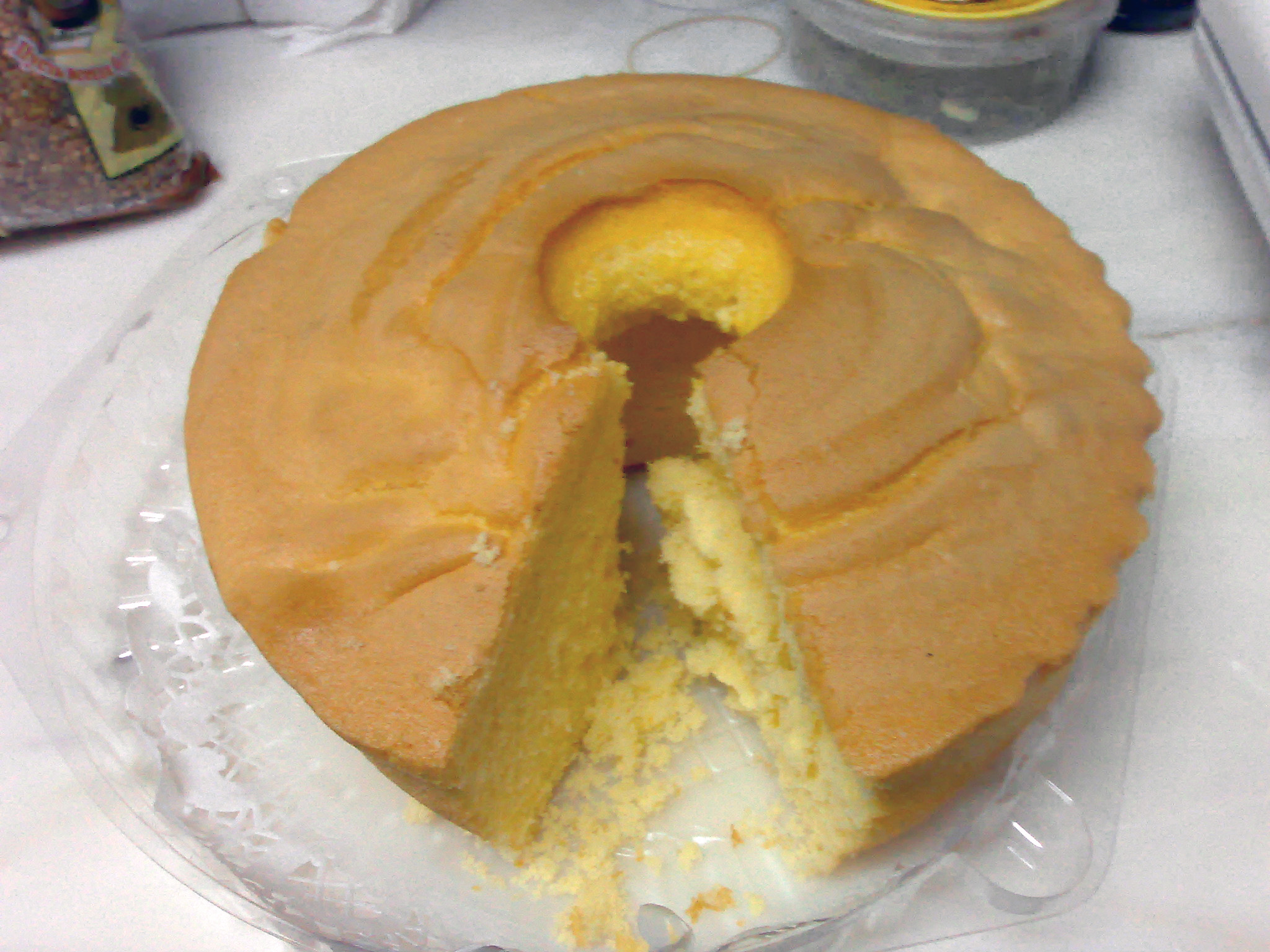
팡 드 로(Pão-de-ló): 카스텔라의 원형인 포르투갈식 스펀지 케이크

나가사키 카스텔라

16세기 포르투갈은 일본에서 교역과 선교 활동을 하고 있었고, 일본에서 개항된 항구였던 나가사키시는 그 중심지 중 하나였다. 포르투갈 상인들은 진기한 문물들을 일본으로 전파했는데 조총, 담배, 호박 등이 대표적이며 그 중에서는 카스텔라도 끼어 있었다. 포르투갈의 카스텔라는 본래 보존 식량으로서 오랜 기간 썩지 않기 때문에 장거리 무역을 하는 선원들이 애용하는 식품이었다.
에도 시대 일본에서는 설탕이 매우 귀하고 비싼 조미료였기 때문에 카스텔라 또한 진귀한 음식이었으며, 당시 천황의 사자(칙사)가 방문했을 때 도쿠가와 막부에서 카스텔라를 진상할 정도였다.

### 한국
2015-2016년 대만식 카스텔라를 국내에서 제작, 판매하는 대만 카스텔라 프랜차이즈가 성행했지만, 2017년 대만 카스텔라와 관련된 비판 방송이 방영된 후 그 기세는 꺾였다. 한때 관련 매장수가 400개였지만 현재로서는 대만 카스텔라 전문점을 찾기 어려운 수준이다.

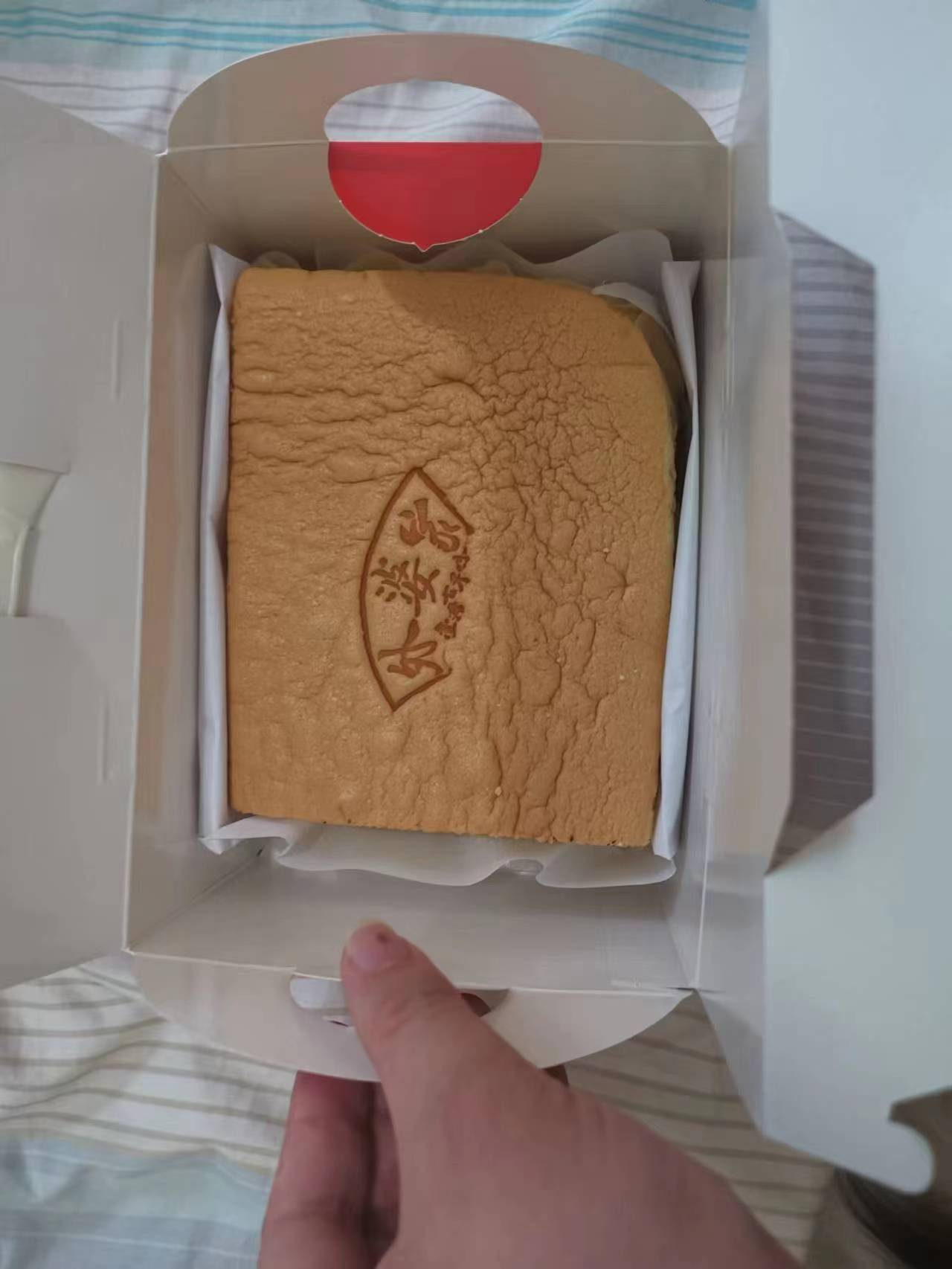
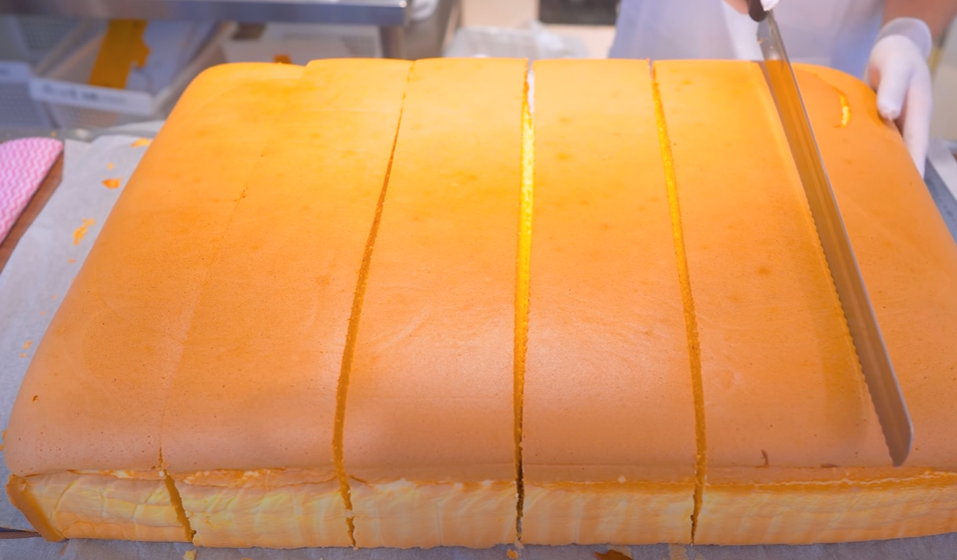
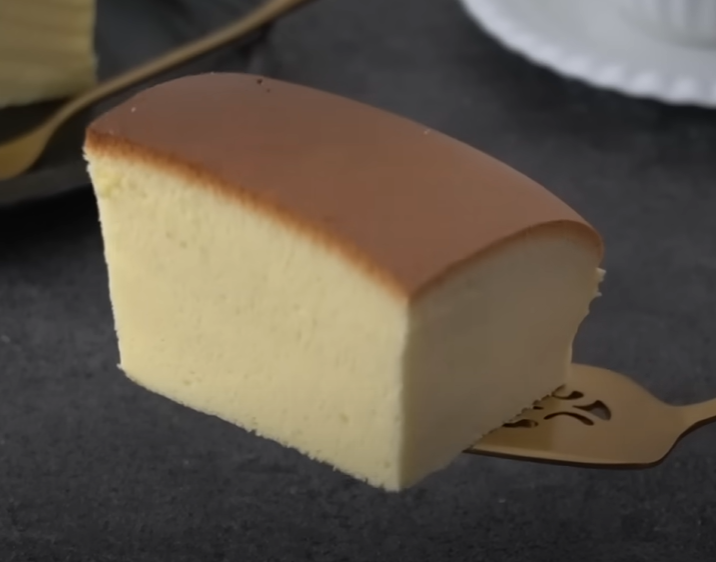
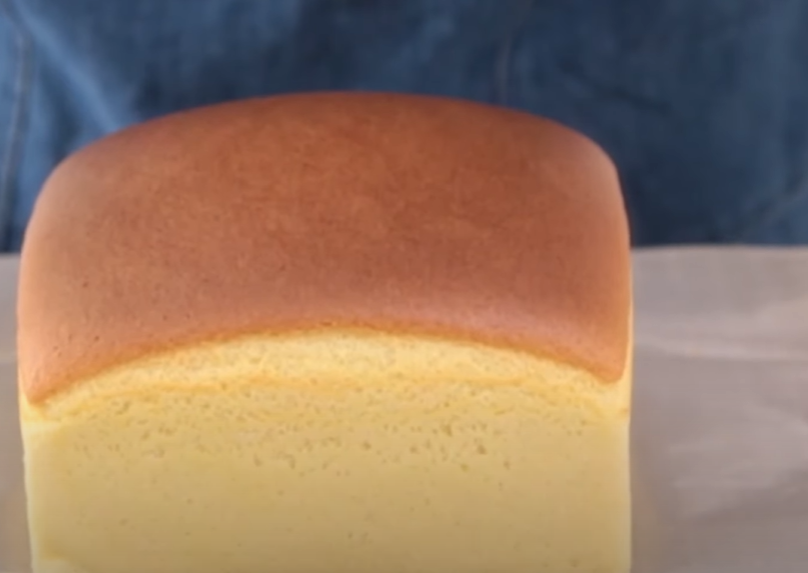
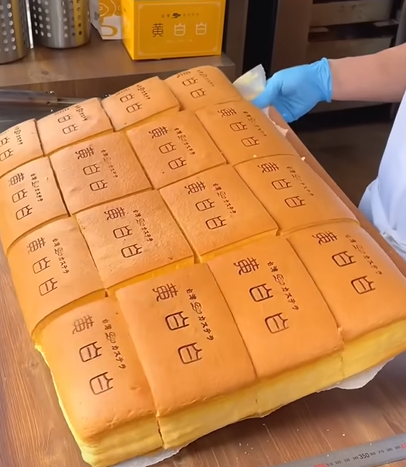

## 같이 보기
- 스펀지 케이크
- 카스도스
- 롤 케이크